# The Sting
«The Sting» (укр. «Жало») — дванадцята серія четвертого сезону анімаційного серіалу «Футурама», що вийшла в ефір у Північній Америці 1 червня 2003 року.
Автор сценарію: Патрик М. Верроне. 
Режисер: Браян Шизлі. 
Прем'єра в Україні відбулася 28 жовтня 2007 року.

## Сюжет
Команда «Міжпланетного експреса» отримує завдання, яке коштувало життя всім попереднім командам — збір меду космічних бджіл. Не зважаючи на протести Фрая і Бендера, Ліла рішуче погоджується, адже для неї це питання честі та професійної компетенції. Для убезпечення друзі фарбують Бендера у жовто-чорні смуги та інсталюють в його систему мову бджолиних танців: у такий спосіб робот відволікає бджіл і забезпечує вдалий збір меду. Під час виконання завдання у космічному вулику, Ліла знаходить бджолине маля (майбутню матку) і вирішує взяти її з собою, щоби завести власний рій на Землі. Коли команда вже готова рушати додому, Бендер ненавмисне завдає образи Великій Гладкій Матці вулика, через що друзі змушені поспіхом тікати від розлючених робочих бджіл. Їм вдається безпечно дістатися корабля і стартувати в напрямку Землі, аж тут маленька матка прокидається і атакує Лілу. Фрай встигає затулити її своїм тілом — жало матки проходить крізь його тулуб і лише злегка ушкоджує Лілу. Бендер викидає матку через шлюз у відкритий космос, але допомогти Фраю вже не вдається — він гине.
Прощання з Фраєм відбувається на Летючих Луках — труну з його тілом запускають у космос. Після похорону Ліла ніяк не може отямитися від горя. Вона бачить Фрая у сні живого. Сни дивним чином пов'язані з реальністю: в одному з них Фрай розповідає їй про подарунок, який залишив для неї у своїй шафці в роздягальні — й пакунок дійсно виявляється там. В іншому Фрай позичає Лілі свою червону куртку, щоби вона могла зігрітися, і прокинувшись, Ліла бачить її на собі (втім, згодом куртка зникає). Кожен сон обривається раптово, коли Фрай просить Лілу прокинутися. Відчуваючи, що вона божеволіє, Ліла починає вживати для заспокоєння мед космічних бджіл (щодо якого доктор Зойдберґ застерігає її: «одна ложка заспокоює, дві — присипляють, а від трьох можна заснути і не прокинутися ніколи»). Під впливом меду Ліла бачить новий сон, в якому Фрай воскресає внаслідок взаємодії космічного маточного молочка з його ДНК із залишків шкіри і волосся на обшивці дивану. Друзі радісно вітають Фрая з поверненням, проте й цей сон раптово уривається. Ліла дедалі більше втрачає відчуття реальності. Жах, викликаний цим, і почуття провини за смерть Фрая, змушують її піти на відчайдушний крок: зажити смертельної дози космічного меду. Втім її зупиняє ожилий портрет Фрая на нічному столику, переконуючи її не здаватися. Фрай освідчується Лілі в коханні та знов благає прокинутися.
Ліла остаточно прокидається в лікарняному ліжку, поруч з яким вона бачить заплаканого і занехаяного Фрая. На ній — його червона куртка. Виявляється, що Фрай вижив: жало пройшло крізь нього (йому було негайно надано допомогу, вкупі з пересадкою селезінки, і це врятувало йому життя), а вся отрута потрапила в організм Ліли. Під її дією вона впала в стан глибокої коми, з якої, за твердженням лікарів, не мала б ніколи вийти. Отже всі події, починаючи від нападу бджоли, були лише маренням. Протягом двох тижнів Фрай не відходив від її ліжка, сподіваючись, що звуки знайомого голосу зможуть повернути її до свідомого життя. Серія закінчується сценою, в якій Фрай і Ліла ніжно обіймаються, і згодом (вже за кадром, під час фінальних титрів) звучить діалог:
Ліла: Тобі треба в душ.

Фрай: Тобі теж.

## Послідовність дії
- Сюжет «The Sting» є логічним продовженням одного з епізодів початкової серії «Space Pilot 3000», в якому професор Фарнсворт пропонує Лілі і Фраю «кар'єрні чіпи» своєї попередньої команди, виймаючи їх із конверта з написом «Вміст шлунку космічної оси». Втім, як з'ясовується у цій серії, попередню команду вбила не космічна оса, а космічні бджоли. У звуковому коментарі на DVD автор сценарію Патрик Верроне розповідає, що намагався вигадати правдоподібне пояснення цієї непослідовності, але так і не знайшов його.

- У сцені, де Ліла тужить за Фраєм після похорону, показана колекція речей, зібраних на згадку про небіжчика, серед них: ложка із зображенням Фрая як імператора планети Трисоль із серії «My Three Suns», сувенірний магніт, придбаний Фраєм на Місяці в серії «The Series Has Landed», перші вуса Фрая («The Cryonic Woman»)  банка машинного мастила «π-в-1» («Insane in the Mainframe»), цукерка в формі серця з написом «Від тебе у мене перехоплює подих» («Love and Rocket») і квітка, подарована Фраєм Лілі у серії «The Why of Fry».

- На панахиді, що відбувається на Летючих Луках (раніше показаних у серії «The Luck of the Fryrish»), присутні багато епізодичних персонажів попередніх серій. Службу править священик «Першої Об'єднаної Церкви» отець Чанґштейн аль-Ґамаль; Террі (працівник «Прикладної кріоніки») проводжає труну Фрая вигуком «До побачення від світу завтрашнього!» — у тій самій драматичній манері, в якій він вітав Фрая після звільнення з морозильної камери; Сліпень грає на волинці поховальну музику. На окремій лавці сидять жінки, з якими Фрая в минулому пов'язували романтичні стосунки: амазонка Куґ із серії «Amazon Women in the Mood» (вона згадує, витираючи сльози «Він добре робити сну-сну!»), Петунія («Put Your Head on My Shoulder»), Морган Проктор, Мішель, безіменна жінка з XXI століття («Love's Labours Lost in Space»), а також «жінка-радіатор з радіаторної планети» («The Lesser of Two Evils»), яка насправді є звичайним радіатором. Серед інших відвідувачів похорону помітні: Лео та Інес Вонг, мавпа Гюнтер із серії «Mars University», двоє трисоліанців («My Three Suns»), двоє нептунських ельфів («A Tale of Two Santas»), Сел, двоє сіґноїдів («A Leela of Her Own»),  голова Честера Артура («The Day the Earth Stood Stupid») і скам'янілий пес Сеймур («Jurassic Bark»).

## Визнання
- Серію було номіновано на премію «Еммі» у 2003 році в номінації «Видатна анімаційна програма тривалістю менше 1 години» [Архівовано 27 травня 2011 у Wayback Machine.].
- Патрик Верроне також був номінований на премію «Енні» в номінації «Найкращий сценарій анімаційної телепрограми»
- У 2006 році сайт «IGN.com» присудив цій серії 24 місце у списку 25-ти найкращих серій «Футурами» [Архівовано 9 січня 2015 у Wayback Machine.].
- Ця серія є однією з чотирьох улюблених серій автора серіалу Мета Ґрейнінґа  [Архівовано 17 червня 2009 у Wayback Machine.].

## Пародії, алюзії, цікаві факти
- Сцена «космічного поховання» Фрая, супроводжуваного грою на волинці, відтворює сцену поховання Спока у фільмі «Гнів Хана» із циклу «Зоряний Шлях». Музика, яку грає Сліпень, є мелодією пісні «Walking on Sunshine» (що часто фігурує в серіалі, як улюблена пісня Фрая), аранжованою в дусі піброха.
- Сцена, в якій Бендер викидає бджолину матку у відкритий космос через повітряний шлюз, є алюзією на фільм «Чужий».
- Сцена втечі Ліли і Фрая з космічного вулика багатьма деталями нагадує подібну сцену з фільму « Повернення джедая» з циклу «Зоряні війни».
- Сюжет серії певною мірою нагадує один з мотивів фільму «Соляріс» за однойменним романом Станіслава Лема, в якому головного героя переслідують суперечливі видіння його померлої дружини.
- Епізод, в якому Фрай регенерується із пролитого на диван маточного молочка, пародіює одну зі сцен фільму жахів «Повсталий із пекла».
- Матеріалізація побаченої Лілою ві сні куртки Фрая є пародією на подібний елемент (матеріалізація капелюха Фредді Крюґера) у фільмі «Жах на вулиці В'язів».